# Hlaváč obecný
Hlaváč obecný (Pomatoschistus microps) je drobná ryba čeledi hlaváčovitých.

## Popis
Hlaváč obecný má dlouhé vřetenovité tělo. Dorůstá maximální délky 9 cm. Má dvě hřbetní ploutve oddělené úzkou mezerou. Přední hřbetní ploutev má 6–8 tvrdých paprsků, zadní hřbetní ploutev má 8–11 měkkých paprsků. Břišní ploutev je srostlá. V postranní čáře je 39 až 52 šupin, ty jsou o něco větší než u hlaváče malého (Pomatoschistus minutus). Ocasní ploutev je zaoblená.
Obývá mořské a brakické vody, žije v ústích řek a vplouvá do nich. Živí se epibentickou meiofaunou – plazivkami a malými různonožci.
Je rozšířen ve východním Atlantiku od Norska po Maroko, včetně Baltského moře a severozápadního Středozemního moře.